# チャールズ・ビアード
チャールズ・オースティン・ビアード（英: Charles Austin Beard、1874年11月27日 - 1948年9月1日）は、20世紀前半に活動したアメリカ合衆国の歴史学者、政治学者である。
影響力のあった著書に"An Economic Interpretation of the Constitution of the United States"（1913年、邦題『合衆国憲法の経済的解釈』）、妻のメアリ・ビーアドとの共著"The Rise of American Civilitation"（邦題『アメリカ文明の興起（興隆）』）がある。

## 経歴

### 来日前
1874年、インディアナ州ナイツタウンの郊外に生まれる。デポー大学卒業後、渡英しオックスフォード大学に留学生として入学する。その後帰国し、1904年よりコロンビア大学の教授となる。大学では歴史および政治学の講座を受け持った。研究においては、ドイツ史学の客観主義を批判し、革新概念の主観主義を主張する立場をとった。また、同時期に同大学の博士号を取得する機会もあったが、1917年に第一次世界大戦でコロンビア大学の学生が平和主義者を批判するといった政治的自由の問題により同大学を辞職した。

### 日本での活動
1922年（大正11年）、後藤新平の招聘により来日した。その後一旦帰国し翌1923年（大正12年）に再来日した。東京市市政顧問として雇われ、同年に発生した関東大震災での復興に携わるなど東京の街の再建に貢献した。

### 帰国後
アメリカ帰国後は、母国の歴史の保守と革新に関する多くの著書を執筆・刊行した。学界では、1926年にアメリカ政治学会の会長、1933年にはアメリカ歴史学会の会長を務めるなど政治学者ならびに歴史学者として著名になった。また当時大統領であったフランクリン・ルーズヴェルトが提唱したニューディール政策を批判するなど、経済や外交関係に関する学術研究も行った。1948年、コネティカット州ニューヘイブンにて死去。

## 著作
- An Economic Interpretation of the Constitution of the United States（英語版） (1913)
  - 日本語訳：『チャールズ・A・ビアード－合衆国憲法の経済的解釈』池本幸三訳、斎藤眞解説、「アメリカ古典文庫11　チャールズ・A・ビーアド」研究社出版、1974年。編訳本
- Contemporary American History, 1877-1913 (1914)[5]
  - 日本語訳：『米国近世政治経済史』恒松安夫訳、磯部甲陽堂、1925年[1]
- 『太平洋問題資料 第17　米国外交政策の解剖』太平洋問題調査会編訳・刊、1935年
- The Economic Basis of Politics (1922)
  - 日本語訳：『政治の経済的基礎』清水幾太郎訳、白日書院、1949年[6]
- The Administration and Politics of Tokyo: A Survey and Opinions (1923) 『東京市政論』、関東大震災復興調査のため来日し公刊 - 東京復興に関する意見 ほか[7]
  - 日本語訳：「ビーアド博士　東京市政論」東京市政調査会編、帝国地方行政学会、1923年[2]
  - 「ビーアド博士講演集」東京市政調査会編、1923年、訂正版1928年
  - 復刻版 -「後藤新平と帝国と自治」に収録、ゆまに書房、2003年／信山社「日本立法資料全集 別巻」、2017年
  - 新版 -「東京の行政と政治　東京市政論」都政調査会訳、東京都政調査会、1964年。序文蠟山政道
- The Rise of American Civilitation -『アメリカ文明の興起（興隆）』（全2巻）、1927年。メアリー・ビアードとの共著
  - 日本語訳：『アメリカ合衆国史』岸村金次郎・松本重治訳・解説、岩波書店（上・下）、1949-1956年
  - 日本語訳：『アメリカ合衆国史』岸村金次郎・松本重治・本間長世訳、岩波書店、1964年、新版1980年ほか
- The American Party Battle (1928)
  - 日本語訳：『アメリカ政党史』斎藤眞・有賀貞訳・解説、東京大学出版会〈UP選書〉、1968年、新版1998年ほか
- A Foreign Policy for America (1940)
  - 日本語訳：『アメリカの外交政策』早坂二郎訳、岡倉書房、1941年
  - 日本語訳：『大陸主義アメリカの外交理念』開米潤訳、藤原書店、2019年
- The Republic: Conversations on Fundamentals (1943)
  - 日本語訳：『共和国』松本重治訳、社会思想研究会出版部（上・下）、1949-1950年
  - 日本語訳：『アメリカ共和国　アメリカ憲法の基本的精神をめぐって』みすず書房、1988年。改訂新版
- The American Spirit: A Study of the Idea of Civilization in the United States. (1942) メアリー・ビアードとの共著
  - 日本語訳：『アメリカ精神の歴史』高木八尺・松本重治訳、岩波書店「岩波現代叢書」1954年、新版1992年ほか
- American Foreign Policy in the Making, 1932-1940: A Study in Responsibilities (1946)
  - 日本語訳：『「戦争責任」はどこにあるのか　アメリカ外交政策の検証 1924-40』開米潤・丸茂恭子訳、藤原書店、2018年
- President Roosevelt and the Coming of the War, 1941: A Study in Appearances and Realities (1948)
  - 日本語訳：『ルーズベルトの責任　日米戦争はなぜ始まったか』阿部直哉・丸茂恭子訳 開米潤監訳、藤原書店（上・下）、2011年

## 関連文献
- 季刊『環 第50号〈特集〉アメリカとは何か　チャールズ・ビーアドを軸に』藤原書店、2012年7月
- 『ビーアド『ルーズベルトの責任』を読む』開米潤編、藤原書店、2012年11月